# Pandurata Alimentos
Pandurata Alimentos (antigamente Bauducco & Cia) é uma empresa de alimentos brasileira.
A empresa acopla a logomarca Bauducco (panetones, biscoitos, wafers, torradas e bolos) com a Visconti (panetones), além da Tommy (panetones) e da Fritex, marca segmentado nos gêneros de batatas fritas e extrusados. A empresa emprega cerca de 1,3 mil pessoas em Guarulhos e outras 2,7 mil em outros municípios do país.
Em janeiro de 2008, o fabricante norte-americano de chocolates Hershey's e a Pandurata anunciaram um joint venture no Brasil. O acordo, de duração de pelo menos três anos, deu à família Bauducco 49% das ações da subsidiária brasileira da Hershey's, em troca, os mais de 130 mil pontos de venda da Bauducco são abastecidos com chocolates Hershey's.

## Marcas

### Bauducco
Fundada em 1952 pelo imigrante italiano Carlo Bauducco, a empresa resumia-se, no início, a uma pequena doceria no bairro do Brás, em São Paulo. Cerca de dez anos depois, a Bauducco deu o seu primeiro grande salto, com a inauguração da fábrica na cidade de Guarulhos, e o início da produção industrial do "Panettone Bauducco". A empresa conta atualmente com três unidades industriais localizadas em Guarulhos (SP) e uma em Extrema (MG). Atualmente, a Bauducco comercializa mais de cem produtos, exportando para vários países.

### Visagis
A Visagis nasceu em 1982, fruto da união de duas empresas que representavam, cada uma a seu modo, o que há de mais tradicional da cozinha italiana do Norte e do Sul. De um lado, a Indústria Brasileira de Conservas Agis, fundada por italianos em 1960 em São Roque, cidade do interior de São Paulo, para produzir frutas cristalizadas, utilizando a técnica da escola siciliana. De outro, a Visconti, criada em 1962 na cidade de São Paulo, produzindo e comercializando panetones, o tradicional bolo milanês, típico de festas natalinas. Da fusão entre Agis e Visconti nasceu a Visagis, mantendo a marca Visconti, já conceituada no setor de alimentos, nos seus produtos.

### Fritex
Fundada em 1954 no bairro do Ipiranga em São Paulo, a Fritex foi a pioneira na produção de salgadinhos para aperitivo. Fabricante de produtos como batatas-fritas, snacks, amendoins e ovinhos de amendoim, em 1998, foi adquirida pela Visconti. Com um novo parque industrial em São Roque, a Fritex consolidou-se no mercado. Em 2007, a marca Fritex deixou de existir e seus produtos passaram a ser comercializados com a marca Visconti.

## Maquiagem de produtos
A Pandurata pratica de forma contínua a chamada maquiagem de produtos, que é a redução do volume de suas mercadorias, biscoitos, panetores e toda a linha da Pandurata sofreu e vem sofrendo esta maquiagem.

A maior parte da linha produzida pela empresa passa constantemente por essa maquiagem. Apesar de prejudicar o consumidor e o meio ambiente, pelo uso de mais embalagens, as alterações são previstas em lei e feitas em conformidade com o Código de Defesa do Consumidor, que exige a informação da redução na embalagem de "forma clara, precisa, ostensiva e em língua portuguesa", além da quantidade anterior, quantidade atual e valores absolutos e percentuais que foram suprimidos.